# 49제
"49제"는 이영우 감독, 신성일, 최불암, 김지미 주연의 1975년 영화작품이다.

## 줄거리
철산과 그의 열명의 의형제는 애국지사를 탄압하는 친일파 건달패들을 소탕하나 그로 인하여 일본 경찰에 체포되어 옥고를 치른다. 마침내 광복이 되어 다시 모인 그들 그러나 해방된 조국은 붉은 무리들의 음모로 혼란에 쌓이게 된다. 그들은 다시 공산당에 대항하나 철산의 아내마저 공산당에게 죽음을 당하고 미군정의 몰이해로 철산일행은 쫓기는 몸이 된다. 분노와 울분에 몸을 떠는 형제들. 마침내 남로당 부산지부 재결성대회날 철산일행은 온갖 위험을 무릅쓰고 그 속에 잠입하여 그들을 쳐부수나 그곳에서 모두 장렬한 최후를 마친다.

## 출연

### 주연
- 강신성일
- 김지미
- 최불암